# Bellsund

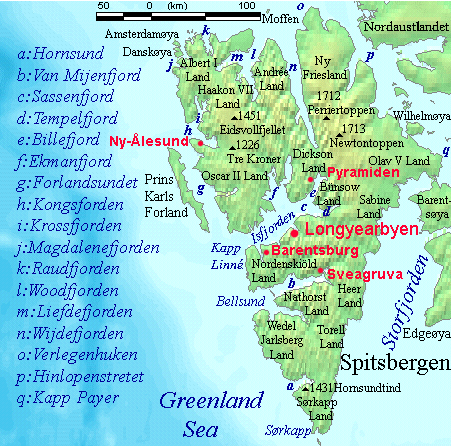
Il Bellsund lungo le coste occidentali dello Spitsbergen.

Bellsund è uno stretto marino di 20 km sulla costa occidentale dello Spitsbergen, parte delle Svalbard, parte dello Stato della Norvegia. Esso è separato dal Van Mijenfjorden dalle isole di Akseløya e Mariaholmen. Bellsund è collocato a sud di Nordenskiöld Land ed a nord della Terra di Wedel Jarlsberg.

## Storia
Bellsund venne avvistato per la prima volta da William Barents nel 1596. Egli indicò il luogo semplicemente col nome di Inwyck (insenatura). Nel 1610 Jonas Poole esplorò per primo Bellsund, dando al fiordo il nome che mantiene sino ai nostri giorni, dalla presenza di una vicina montagna a forma di campana. Nel 1612 l'olandese Willem Cornelisz van Muyden fu il primo a tentare di cacciare balene presso questo stretto, ma non riuscì nell'impresa per la mancanza di marinai esperti nella sua ciurma. Nel 1613 vascelli baschi, olandesi e francesi erano soliti riparare a Bellsund, ma ben presto vi pervennero anche navi inglesi.
Nel 1614 gli olandesi si accordarono per concedere i diritti di Bellsund agli inglesi, ma solo per una stagione. Nel 1615 gli olandesi costruirono in loco la prima stazione di pesca alla balena semi-permanente a Spitsbergen alla foce del fiume Schoonhoven (Recherche Fjord), poco più a sud del Bellsund. Nel 1626 questa stazione venne danneggiata da balenieri originari di York e Hull, che poi posero la loro stazione personale a Midterhukhamna, poco dopo l'entrata a Van Keulenfjorden. Qui trovarono la nave da guerra Hercules sotto il comando dell'ammiraglio William Goodlad a difesa degli interessi degli inglesi. Dopo due ore di scontri, i marinai di Hull e York vennero espulsi dallo Spitsbergen. Hull continuò ad inviare vascelli per occupare la stazione per i successivi 25 anni, mentre gli inglesi restaurarono Bellsund dove rimasero sino alla metà del Seicento.